# سارا شولمن
سارا شولمن (انگلیسی: Sarah Schulman؛ زادهٔ ۲۸ ژوئیهٔ ۱۹۵۸) رمان‌نویس، استاد دانشگاه، کنشگر، نمایشنامه‌نویس، فیلم‌نامه‌نویس، و نویسنده اهل ایالات متحده آمریکا است.
او استاد دانشگاه نورث وسترن و عضو مؤسسه علوم انسانی نیویورک است.
شولمن برندهٔ جوایزی همچون جایزه ادبی لامدا و کمک‌هزینه گوگنهایم شده است.